# Gardinensegel
Ein Gardinensegel ist eine selten verwendete Form des Rahsegels. 
Während bei normalen Rahsegeln zum Reffen die Tuchfläche durch Aufholen nach oben zur Rah verkleinert wird, erfolgt das Reffen beim Gardinensegel durch beiderseitiges horizontales Zusammenraffen in Richtung des Mastes. Im Gegensatz zum normalen Rahsegel muss die Bedienmannschaft (Toppsgasten) dazu nicht in die Takelage des Schiffes hinaufentern. 
Das Gardinensegel wird auch als gereihtes Briggsegel bezeichnet. 